# Heraclión
No confundir con Heracleion, la antigua ciudad de Egipto.
Heraclión o Herakleion (en griego: Ηράκλειο, romanizado: Irákleio), llamada antiguamente El Khandak (en árabe: الخندق‎), Candía (Χάνδαξ) Chandax, Megalo Kástro (Μεγάλο Κάστρο) o Iraklio (en griego: Ηράκλειο, Iráklio), es la mayor ciudad y la capital de Creta y de la unidad periférica de Heraclión, siendo además el centro económico, el mayor puerto marítimo de la isla y la cuarta ciudad más poblada e importante de Grecia. Hasta el siglo XX se la conocía como Candía, nombre que se aplicaba asimismo a toda la isla de Creta.

## Toponimia

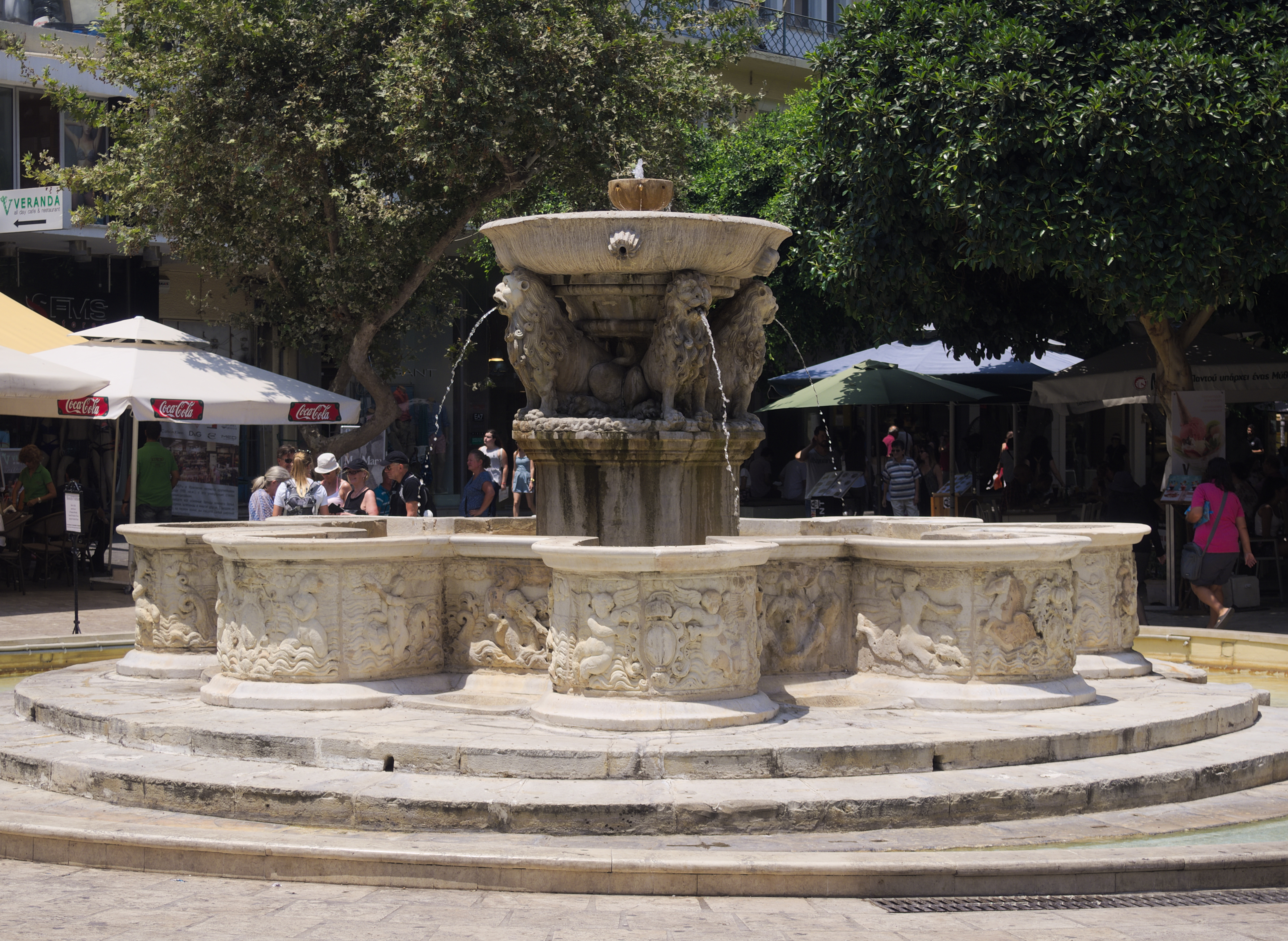
Morosini, fuente en la plaza Venizelou en Heraclión, Creta, data de 1628.

Los invasores árabes provenientes de Andalucía, que fundaron el emirato de Creta, trasladaron en la década de 820 la capital de la isla, Gortina, a lo que era un castillo llamado rabḍ al-ḫandaq "Castillo del foso". Este fue helenizado como Χάνδαξ o Χάνδακας, Xandax o Chandax, y latinizado como Candia, nombre que se mantuvo en otras lenguas europeas: en español como Candía, en italiano como Candia (utilizado bajo el dominio veneciano), en francés como Candie, en inglés como Candy. El nombre otomano era Kandiye.
Así, Candía fue el nombre que recibió toda la isla griega de Creta y la ciudad en sí desde que fue ocupada por los venecianos hasta inicios del siglo XX.
Tras la reconquista bizantina, la ciudad fue conocida localmente como Megalo Kastro o Castro (Castillo Grande) y sus habitantes fueron llamados kastrinoi o castrini, los habitantes del castillo.
El antiguo nombre de Ηράκλειον fue revivido en el siglo XIX y deriva del nombre del cercano puerto romano de Heracleum ("ciudad de Heracles"), cuya ubicación exacta se desconoce.

## Historia

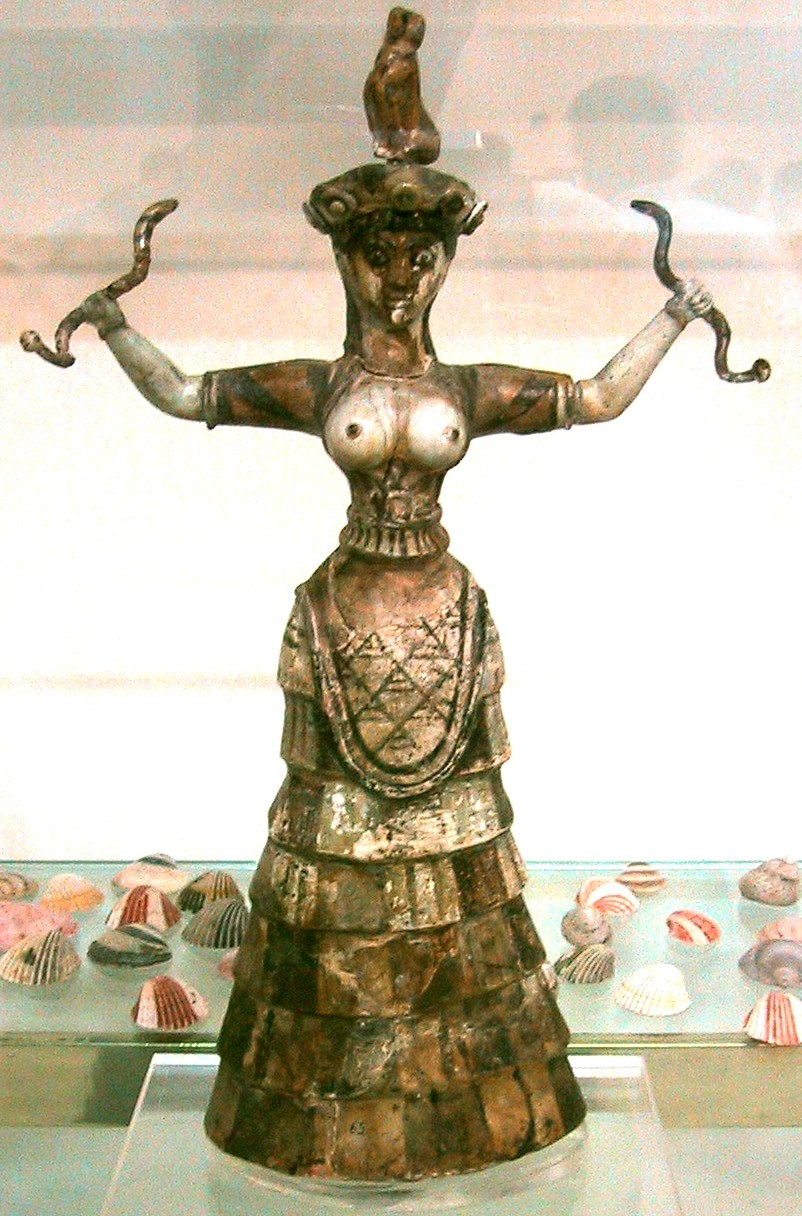
La diosa de las serpientes (1600 a. C.) en el Museo Arqueológico de Heraclión.

Heraclión está cerca de las ruinas del palacio de Cnosos, que en época minoica fue el mayor centro de población en Creta. Según Estrabón, Heraclión era el puerto de Cnosos, aunque no hay restos arqueológicos del mismo, y pudo haber existido ya en el año 2000 a. C. En el mismo sentido, Plinio el Viejo en su Naturalis Historia evoca también la ciudad como la extensión marítima de Cnosos.
Durante la primera época bizantina, el lugar donde se asienta Heraclión jugaba un papel muy menor en la isla; llamado Kastro (castillo, Κάστρο), los verdaderos centros políticos y religiosos, como en tiempos de la ocupación romana, eran Cnosos y Gortina. En este período bizantino, al igual que otras ciudades de Creta, era regularmente saqueada por los piratas.
La actual ciudad fue fundada en el 824 d. C. por sarracenos que habían sido expulsados de al-Ándalus por el emir Al-Hakam I y se habían apoderado de la isla del Imperio Romano de Oriente. Construyeron un foso alrededor de la ciudad para la defensa y la nombraron rabd al-handaq (ربض الخندق) «Castillo del Foso».
En 961 las fuerzas imperiales bajo el mando de Nicéforo Focas desembarcaron en Creta y atacaron la ciudad. Después de un prolongado asedio, la ciudad cayó. Los habitantes sarracenos fueron masacrados, la ciudad saqueada y quemada hasta los cimientos. Pronto reconstruida, la ciudad permaneció bajo control griego por los próximos 243 años.
En 1204 la ciudad fue comprada por la República de Venecia, como parte de un complicado acuerdo político que implicaba, entre otras cosas, a los cruzados de la Cuarta Cruzada y la restauración del depuesto emperador romano de Oriente Isaac II Ángelo a su trono.
Los venecianos mejoraron el foso de la ciudad construyendo fortificaciones enormes, la mayoría de las cuales todavía se conservan, como una pared gigante con lugares de hasta 40 m de espesor, con 7 bastiones y una fortaleza en el puerto.

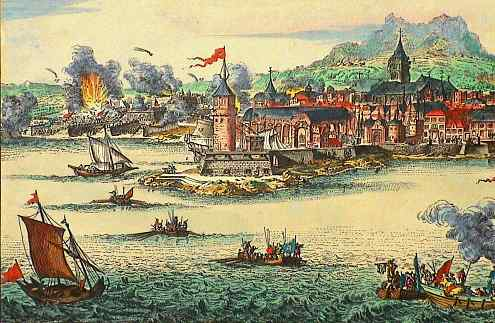
El sitio de Candía, grabado de 1680

Chandax fue rebautizada como Candía y se convirtió en la sede del Duque de Candía, y el distrito veneciano de Creta llegó a ser conocido como «Regno di Candia» (Reino de Candía). La ciudad conservó el nombre de Candía durante siglos y es el mismo nombre que se utiliza a menudo para referirse a toda la isla de Creta. La coexistencia de dos culturas diferentes y el estímulo del Renacimiento italiano llevó a un florecimiento de las letras y las artes en Candía, y a Creta en general, que hoy se conoce como el Renacimiento cretense.
Después de los venecianos llegó el Imperio otomano. Durante la guerra de Creta los otomanos sitiaron la ciudad durante 21 años, desde 1648 hasta 1669, tal vez el asedio más largo de la historia. En la fase final, que duró 22 meses, perecieron 70.000 turcos, 38.000 cretenses y 29.088 esclavos de los defensores cristianos de la ciudad. El ejército otomano conquistó la ciudad en 1669. Durante el dominio otomano, la ciudad fue conocida oficialmente como Kandiye (de nuevo también se aplica a toda la isla de Creta), pero de manera informal en griego como Megalo Castro (Μεγάλο Κάστρο, «Gran Castillo»). Durante el período otomano, el puerto se obstruyó con sedimentos, por lo que la mayor parte del tráfico se trasladó a La Canea, en el oeste de la isla.
En 1898 se creó una entidad política autónoma en la isla denominada Estado de Creta bajo la soberanía otomana, con el príncipe Jorge de Grecia como su Alto Comisionado y bajo supervisión internacional. Durante este período sucede la ocupación directa de la isla por las grandes potencias (1898-1908), Candía pasó a formar parte de la zona británica. En este momento la ciudad recibió el nombre de Heraclión, en honor al puerto romano de Heracleum, cuya ubicación exacta se desconoce. En 1913 Heraclión, con el resto de Creta, fue incorporado al Reino de Grecia.

## Clima
Creta tiene un clima mediterráneo templado. Los veranos en las tierras bajas son cálidos y secos con cielos despejados. Los días de calor seco a menudo se alivian con brisas estacionales. Las zonas montañosas son mucho más frías, con lluvias considerables durante el invierno. Los inviernos son suaves en las tierras bajas con heladas poco frecuentes. Debido a que Heraclión está más al sur que Atenas, tiene un clima más benigno.
| Parámetros climáticos promedio de Heraclión                            | Parámetros climáticos promedio de Heraclión | Parámetros climáticos promedio de Heraclión | Parámetros climáticos promedio de Heraclión | Parámetros climáticos promedio de Heraclión | Parámetros climáticos promedio de Heraclión | Parámetros climáticos promedio de Heraclión | Parámetros climáticos promedio de Heraclión | Parámetros climáticos promedio de Heraclión | Parámetros climáticos promedio de Heraclión | Parámetros climáticos promedio de Heraclión | Parámetros climáticos promedio de Heraclión | Parámetros climáticos promedio de Heraclión | Parámetros climáticos promedio de Heraclión |
| Mes                                                                    | Ene.                                        | Feb.                                        | Mar.                                        | Abr.                                        | May.                                        | Jun.                                        | Jul.                                        | Ago.                                        | Sep.                                        | Oct.                                        | Nov.                                        | Dic.                                        | Anual                                       |
| ---------------------------------------------------------------------- | ------------------------------------------- | ------------------------------------------- | ------------------------------------------- | ------------------------------------------- | ------------------------------------------- | ------------------------------------------- | ------------------------------------------- | ------------------------------------------- | ------------------------------------------- | ------------------------------------------- | ------------------------------------------- | ------------------------------------------- | ------------------------------------------- |
| Temp. máx. abs. (°C)                                                   | 24.7                                        | 28.2                                        | 29.4                                        | 34.5                                        | 38.0                                        | 41.3                                        | 41.0                                        | 42.0                                        | 39.5                                        | 35.7                                        | 31.2                                        | 28.5                                        | 42.0                                        |
| Temp. máx. media (°C)                                                  | 15.2                                        | 15.5                                        | 16.8                                        | 20.2                                        | 23.5                                        | 27.3                                        | 28.6                                        | 28.4                                        | 26.4                                        | 23.1                                        | 20.1                                        | 17.0                                        | 21.9                                        |
| Temp. media (°C)                                                       | 12.1                                        | 12.3                                        | 13.3                                        | 16.1                                        | 19.2                                        | 23.2                                        | 25.2                                        | 25.1                                        | 22.9                                        | 19.8                                        | 16.8                                        | 14.0                                        | 18.4                                        |
| Temp. mín. media (°C)                                                  | 9.0                                         | 9.0                                         | 9.8                                         | 12.0                                        | 14.9                                        | 19.0                                        | 21.7                                        | 21.7                                        | 19.3                                        | 16.5                                        | 13.4                                        | 10.9                                        | 14.8                                        |
| Temp. mín. abs. (°C)                                                   | 1.2                                         | 1.4                                         | 3.3                                         | 6.4                                         | 8.0                                         | 13.2                                        | 16.2                                        | 16.6                                        | 13.5                                        | 9.7                                         | 6.4                                         | 3.4                                         | 1.2                                         |
| Precipitación total (mm)                                               | 91.5                                        | 77.4                                        | 57.4                                        | 30.0                                        | 15.2                                        | 3.2                                         | 1.0                                         | 0.7                                         | 19.5                                        | 68.8                                        | 58.8                                        | 77.1                                        | 500.6                                       |
| Días de precipitaciones (≥ 1 mm)                                       | 10.1                                        | 9.1                                         | 6.9                                         | 3.4                                         | 1.9                                         | 0.5                                         | 0.1                                         | 0.1                                         | 1.3                                         | 4.9                                         | 6.0                                         | 8.9                                         | 53.2                                        |
| Horas de sol                                                           | 117.8                                       | 124.7                                       | 176.7                                       | 228.0                                       | 300.7                                       | 351.0                                       | 372.0                                       | 347.2                                       | 282.0                                       | 198.4                                       | 150.0                                       | 120.9                                       | 2769.4                                      |
| Fuente: Hong Kong Observatory Hellenic National Meteorological Service |                                             |                                             |                                             |                                             |                                             |                                             |                                             |                                             |                                             |                                             |                                             |                                             |                                             |

## Municipio
El municipio de Heraclión se formó, en el año 2011, en las reformas del gobierno local por la fusión de 5 municipios, que se convirtieron en las unidades municipales de:
- Gorgolainis
- Heraclión
- Nea Alikarnassos
- Paliani
- Temenos

## Demografía
La población de la ciudad posterior al año 2002 es estimada en unos 150 000 habitantes, hasta el año 2011, que figura la cifra de 173 450 habitantes.
Después de la anexión a Grecia, la ciudad experimentó un extraordinario crecimiento de la población.
A pesar de que la ciudad sufrió una gran destrucción durante la Segunda Guerra Mundial, mucha gente buscó una nueva vida en los pueblos de las montañas cretenses, lejos de la ciudad devastada por la guerra. En las afueras se crearon barrios marginales y la ciudad tuvo un crecimiento desenfrenado sin una planificación urbana. Gracias a este crecimiento en la población, Heraclión fue a principios de 2011 la cuarta ciudad más grande de Grecia.

## Economía

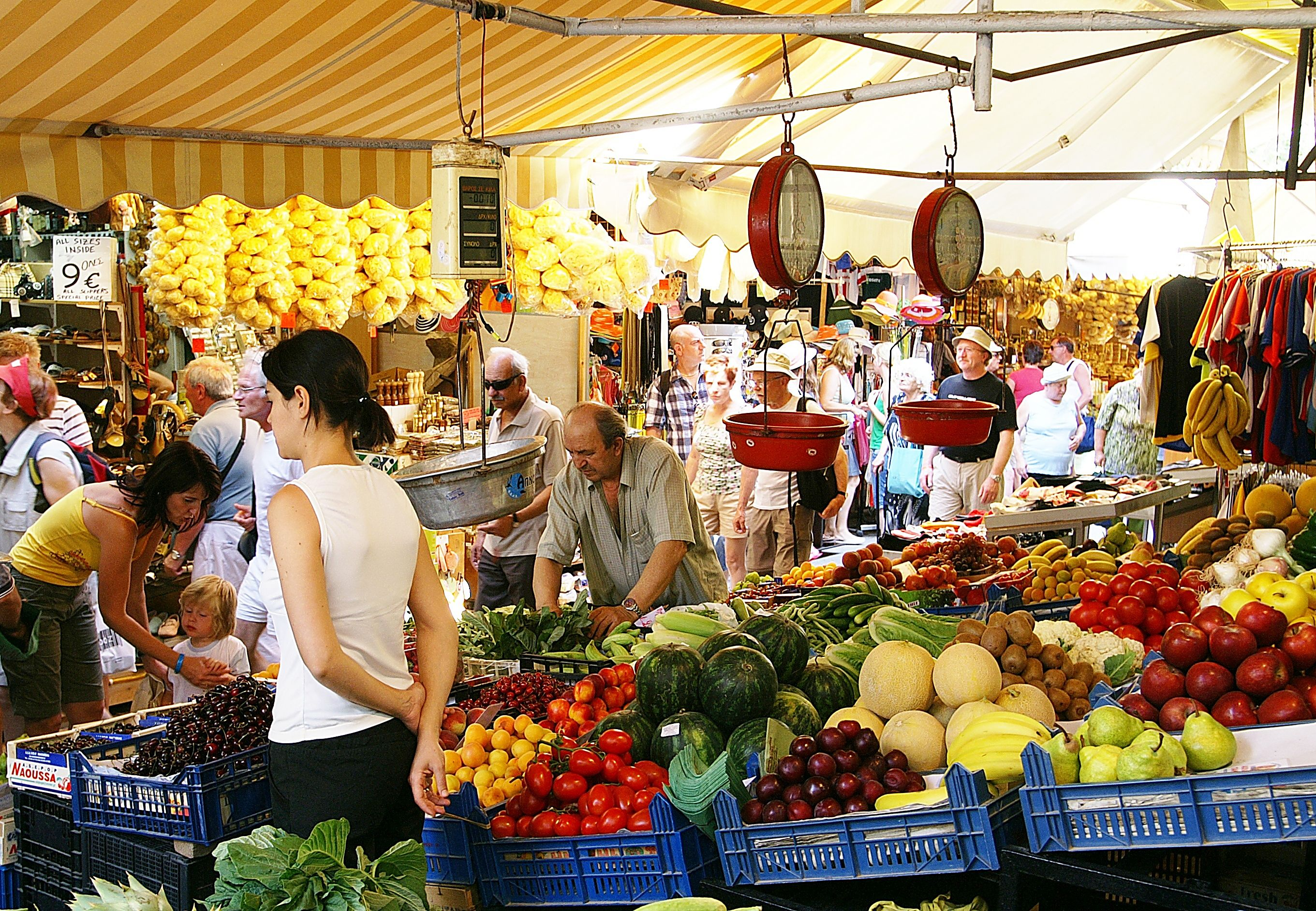
Puestos o paradas de venta de productos de la región.

### Sector primario
El fuerte crecimiento de las exportaciones de productos agrícolas de Heraclión se debe a la combinación de dos fenómenos:
- La presentación de las denominaciones de origen protegidas de la Unión Europea para el aceite de oliva,[14] vino y diversos productos agrícolas que se producen en la región de Heraclión.[14]
- La publicidad por dietistas y médicos de todo el mundo a favor de los beneficios de la dieta mediterránea en la salud.

### Sector secundario
El sector secundario, debido a la baja inversión, sigue siendo poco representativo en la economía de la ciudad. Sin embargo, algunas de las industrias de Heraclión están entre las más grandes de Grecia. La Plastika Kritis (Πλαστικά Κρήτης), plásticos de Creta, es una de las principales empresas de fabricación de plásticos de los Balcanes.

### Sector terciario
La economía de la ciudad de Heraclión se centra y dedica principalmente al turismo (hoteles, restaurantes, ocio) y servicios (transporte marítimo, Internet).

## Educación
En Heraclión se encuentran las escuelas universitarias de las Ciencias de la Salud y Ciencias Exactas de la Universidad de Creta. El campus de la ciudad cuenta con unos 8000 estudiantes. Heraclión también alberga el Instituto Tecnológico Educacional (Ίδρυμα Τεχνολογίας και Έρευνας), donde se imparten estudios universitarios en las áreas de ciencias, idiomas y educación física, y el Instituto Técnico de Educación de Creta, que alberga unos 6500 estudiantes.

## Arquitectura y urbanismo

### Urbanismo

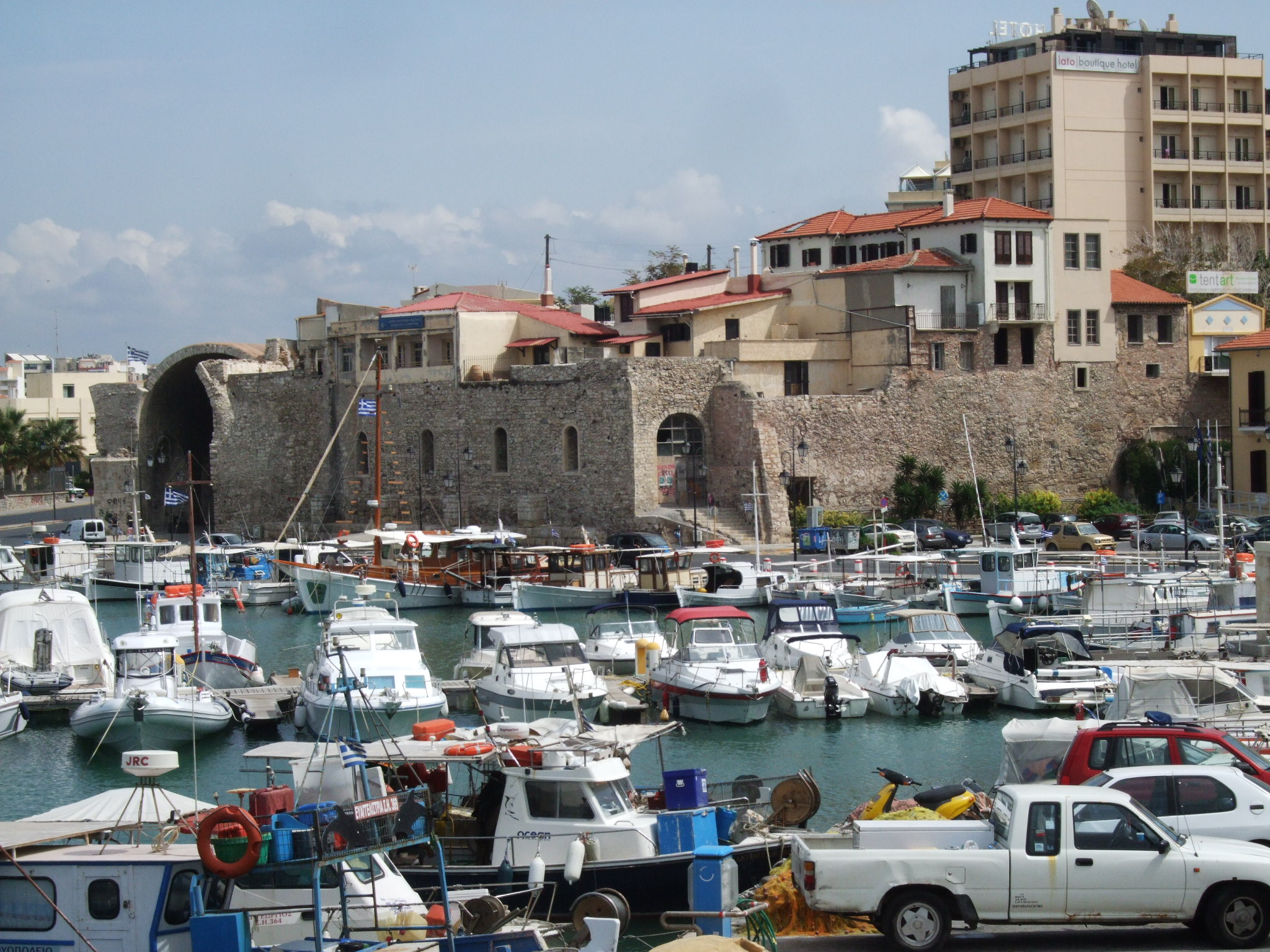
El antiguo arsenal "invadido" por edificios de hormigón.

La planificación y urbanismo de Heraclión son caóticos. En el centro de la ciudad se encuentran iglesias bizantinas, palacios venecianos, turcos, fuentes, edificios neoclásicos y edificios de hormigón construidos en la década de 1950, todos contiguos y sin orden. Destruida en varias ocasiones, sobre todo en agosto de 1898 y durante la Segunda Guerra Mundial, Heraclión sufrió una pésima gestión de su desarrollo urbanístico. Durante la junta militar fueron demolidos edificios venecianos que estaban todavía en perfectas condiciones.
La noción de patrimonio arquitectónico no entró en la mentalidad y gestión hasta épocas recientes; la preparación de los Juegos Olímpicos de verano de 2004, en los que la ciudad albergó torneos de fútbol en el Estadio Pankretio, y la ascensión a la alcaldía de Giannis Kourakis contribuyeron decisivamente a iniciar los cambios en el paisaje urbano de Heraclión. Una parte de la ciudad se convirtió en peatonal, los cables eléctricos y telefónicos fueron sistemáticamente ocultados, junto a varias otras mejoras.

### Barrios
| - Agia Aikaterini (Αγία Αικατερίνη) - Agia Irini Chryssovalantou (Αγία Ειρήνη Χρυσοβαλάντου) - Agia Marina (Αγία Μαρίνα) - Agia Triada (Αγία Τριάδα) - Agios Ioannis (Άγιος Ιωάννης) - Agios Ioannis Chostos (Άγιος Ιωάννης Χωστός) - Analipsi (Ανάληψη) - Atsalenio (Ατσαλένιο) - Bedevi (Μπεντεβή) - Chanioporta (Χανιώπορτα) - Chryssopigi (Χρυσοπηγή) - Dilina (Δειλινά) - Estavromenos (Εσταυρωμένος) - Filothei (Φιλοθέη) - Fortetsa (Φορτέτσα) - Giofyro (Γιόφυρο) - Hilioupoli (Ηλιούπολη) | - Kainourgia Porta (Καινούργια Πόρτα) - Kamaraki (Καμαράκι) - Kaminia (Καμίνια) - Katsabas (Κατσαμπάς) - Kipoupoli (Κηπούπολη) - Knossos (Κνωσσός) - Kommeno Bedeni (Κομμένο Μπεντένι) - Lido (Λίντο) - Mastabas (Μασταμπάς) - Messambelies (Μεσαμπελιές) - Papa-Titou Metochi (Παπα-Τίτου Μετόχι) - Pateles (Πατέλες) - Poros (Πόρος) - Therissos (Θέρισσος) - Tria Pefka (Τρία Πεύκα) - Tris Vagies (Τρεις Βάγιες) |

### Suburbios
| - Agia Irini (Αγία Ειρήνη) - Agia Marina (Αγία Μαρίνα) - Ammoudara (Αμμουδάρα) - Amnissos (Αμνισσός) - Athanati (Αθάνατοι) - Daphnès (Δαφνές) - Finikia (Φοινικιά) - Gazi (Γάζι) - Giofyrakia (Γιοφυράκια) | - Karteros (Καρτερός) - Kavrochori (Καβροχώρι) - Néa Alikarnassós (Νέα Αλικαρνασσός) - Skalani (Σκαλάνι) - Stavrakia (Σταυράκια) - Syllamos (Σύλλαμος) - Vassilies (Βασιλειές) - Voute (Βούτες) - Xirokambos (Ξηρόκαμπος) |

## Monumentos y lugares de interés

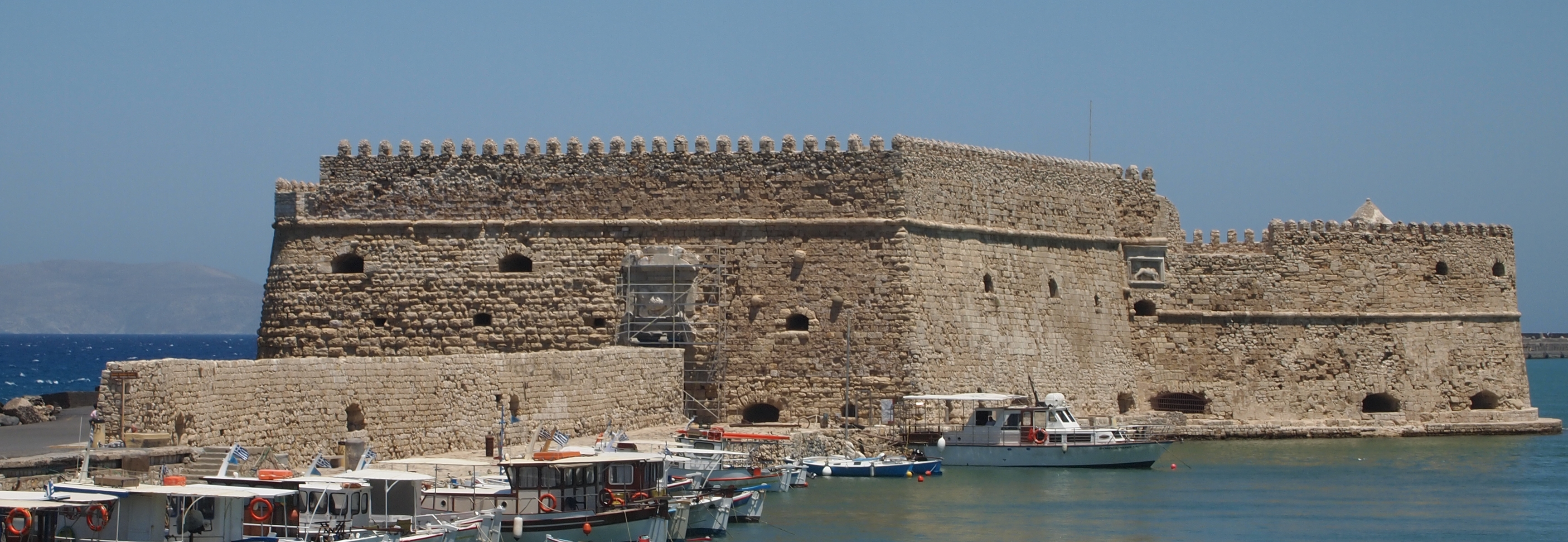
Fortaleza veneciana de Rocca al Mare que protegía la entrada al puerto de Heraclión.

### Sitios y monumentos protohistóricos próximos
- Palacio de Cnosos, a 5 km.
- Yacimiento arqueológico de Archanes, a 12 km.
- Monte Iouchtas, a 10 km.

### Monumentos bizantinos y venecianos
- La iglesia de Santa Catalina de los Sinaítas, construida en el siglo XVI por los venecianos que alberga en su interior iconos bizantinos.
- Las murallas venecianas, que fueron construidas entre los siglos XIV y XVII, rodean las ciudad y tienen una estructura en forma de estrella proyectada por el arquitecto Michele Sanmicheli en el siglo XVI.
- El puerto viejo o antiguo, del siglo XVI, donde todavía subsisten algunos elementos del arsenal de Venecia, incluyendo la fortaleza Koules.
- La Iglesia de San Marcos, construida en el siglo XIII y reconstruida en el siglo XVI. Se convirtió en mezquita durante el periodo de dominación turco y actualmente es utilizada como museo municipal.
- El Monasterio de San Pedro y San Pablo, del siglo XIII.
- La iglesia de San Tito, construida en la época bizantina y profundamente remodelada en el siglo XV por los venecianos.
- La Logia veneciana: cuatro logias se sucedieron en el mismo sitio. La que acoge en la actualidad al consejo municipal de la ciudad (ayuntamiento) data del año 1628.
- La Candia veneciana era famosa por su sistema de abastecimiento de agua, los acueductos, y las numerosas fuentes construidas por familias aristocráticas de la ciudad, entre ellas:
  - La fuente Bembo (Krini Bebo, Κρίνη Μπέμπο), del siglo XVI.
  - La fuente Morosini (Krini Morozini, Κρίνη Μοροζίνη), obra realizada en 1628.
  - La fuente Sagredo (Krini Sagredo, Κρίνη Σαγρέντο)
  - La fuente Priuli (Krini Priouli, Κρίνη Πριούλι)

### Monumentos modernos
- Plaza de la Libertad (Platia Eleftherias, Πλατεία Ελευθερίας)
- Catedral de San Menas (Hagios Minas', Άγιος Μηνάς)

## Infraestructuras

### Aeropuerto

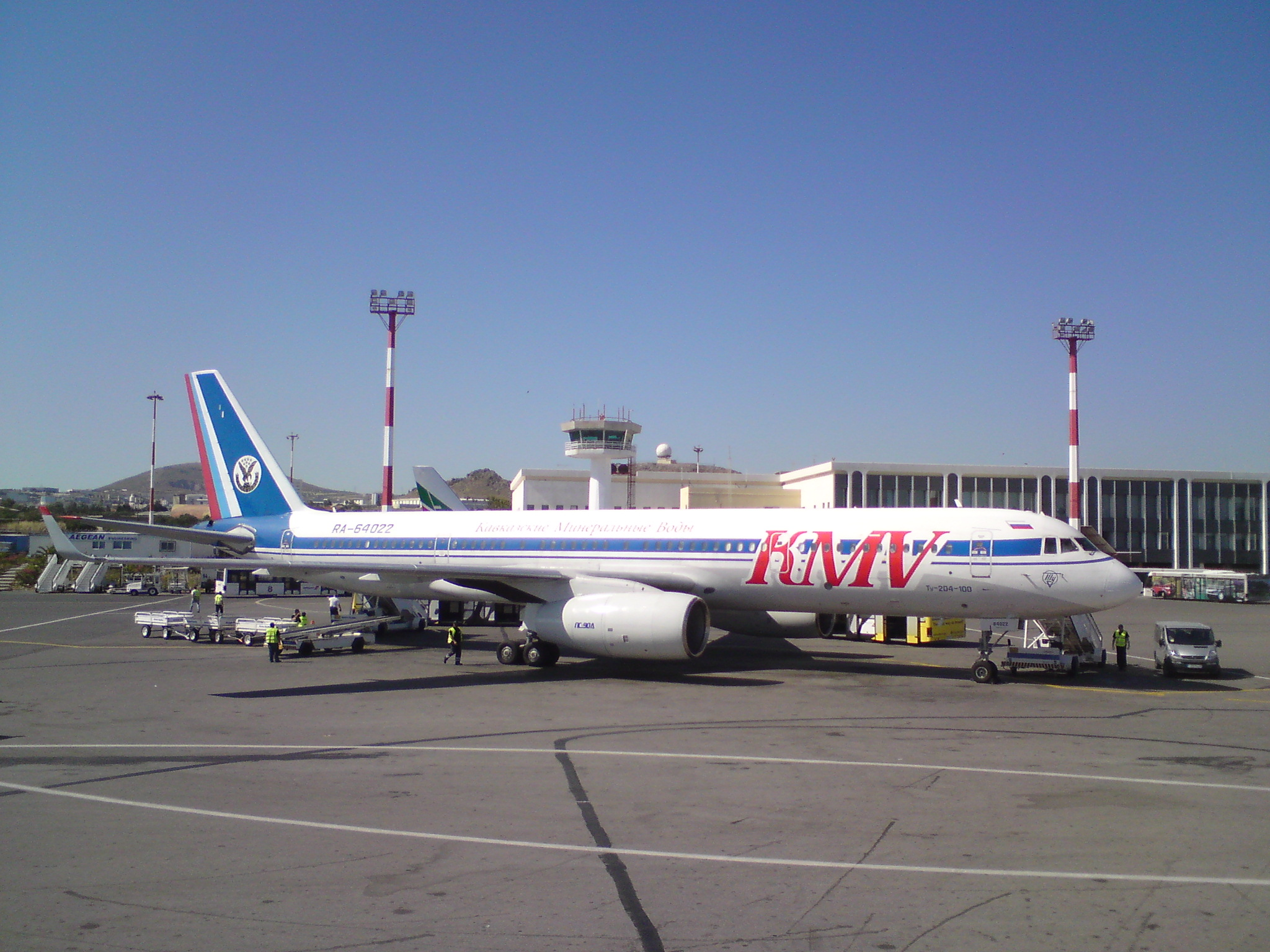
Aeropuerto Internacional Nikos Kazantzakis.

El Aeropuerto Internacional Nikos Kazantzakis, nombre dado en honor al escritor y filósofo nativo de la ciudad Nikos Kazantzakis, es, en términos de pasajeros, el segundo aeropuerto en Grecia y ocupa el primer lugar en número de vuelos chárter, debido a que Creta es un destino turístico importante. Está situado en el municipio de Nea Alikarnassos, unos cuatro kilómetros al este de Heraclión y a unos 10 del palacio de Cnossos.
Hay vuelos regulares nacionales desde y hacia Atenas, Salónica y Rodas con Aegean Airlines y Olympic Air. Athens Airways también ofrece vuelos desde y hacia Atenas. Cyprus Airways y Aegean Airlines vuelan hacia y desde Lárnaca, en Chipre. Por otra parte, Sky Express ofrece vuelos directos a las islas del mar Egeo, como Rodas, Santorini, Samos, Kos, Mytilini e Ikaria.
Aegean Airlines tiene un calendario internacional desde y hacia Londres y París y EasyJet vuela directo desde el Aeropuerto de Londres-Gatwick, así como de Milán Malpensa. Durante el verano, el número de vuelos regulares y chárter aumentan al igual que el número de aerolíneas que vuelan directos desde toda Europa (principalmente de Alemania, Reino Unido, Italia y Rusia).
El campo de aviación se comparte con el Grupo de Combate 126 de la Fuerza Aérea Griega.
El ruido por el aumento exponencial de tráfico de vuelos chárter llevó a las autoridades de Creta a considerar alternativas para reducir las molestias causadas por los aviones. Se estudiaron dos posibilidades: en primer lugar, construir una pista adicional en el mar, en Alikarnassos Nea; en segundo construir un nuevo aeropuerto, a treinta kilómetros de la ciudad, en Kasteli. En la primavera de 2009, el Ministerio griego de Transporte eligió la segunda solución, provocando la indignación de la gente de Kasteli. El caso está todavía en curso de negociación con las autoridades locales. La construcción, que debería haber comenzado en el año 2010, fue pospuesta en 2011 debido al cambio de mayoría en el parlamento griego y sucesos posteriores con la crisis griega.

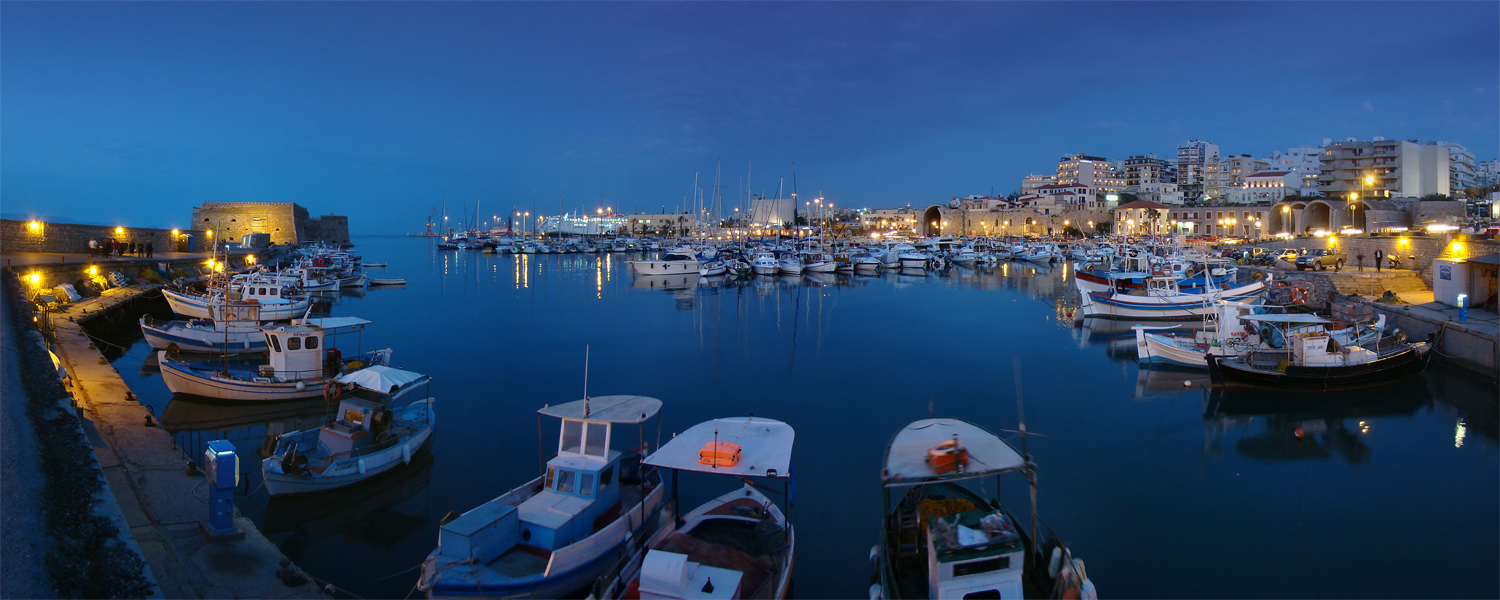
Puerto de Heraclión, vista nocturna.

### Puerto
Heraclión posee un importante puerto. Hay transbordadores y barcos desde Heraclión con rutas regulares hasta las islas de Santorini, Ios, Paros, Mikonos, Rodas, Kárpatos y Siros. También hay varios ferries diarios a El Pireo, el puerto de Atenas, en Grecia continental.

### Red de carreteras
La Ruta europea E75, una de las carreteras principales de Europa que empieza en Vardø, Noruega, pasa por la ciudad de Heraclión y conecta con las otras tres ciudades más importantes de Creta: Agios Nikolaos, La Canea y Rétino.
No se pagan peajes en toda la red de carreteras en Creta.

## Cultura e instituciones

### Museos

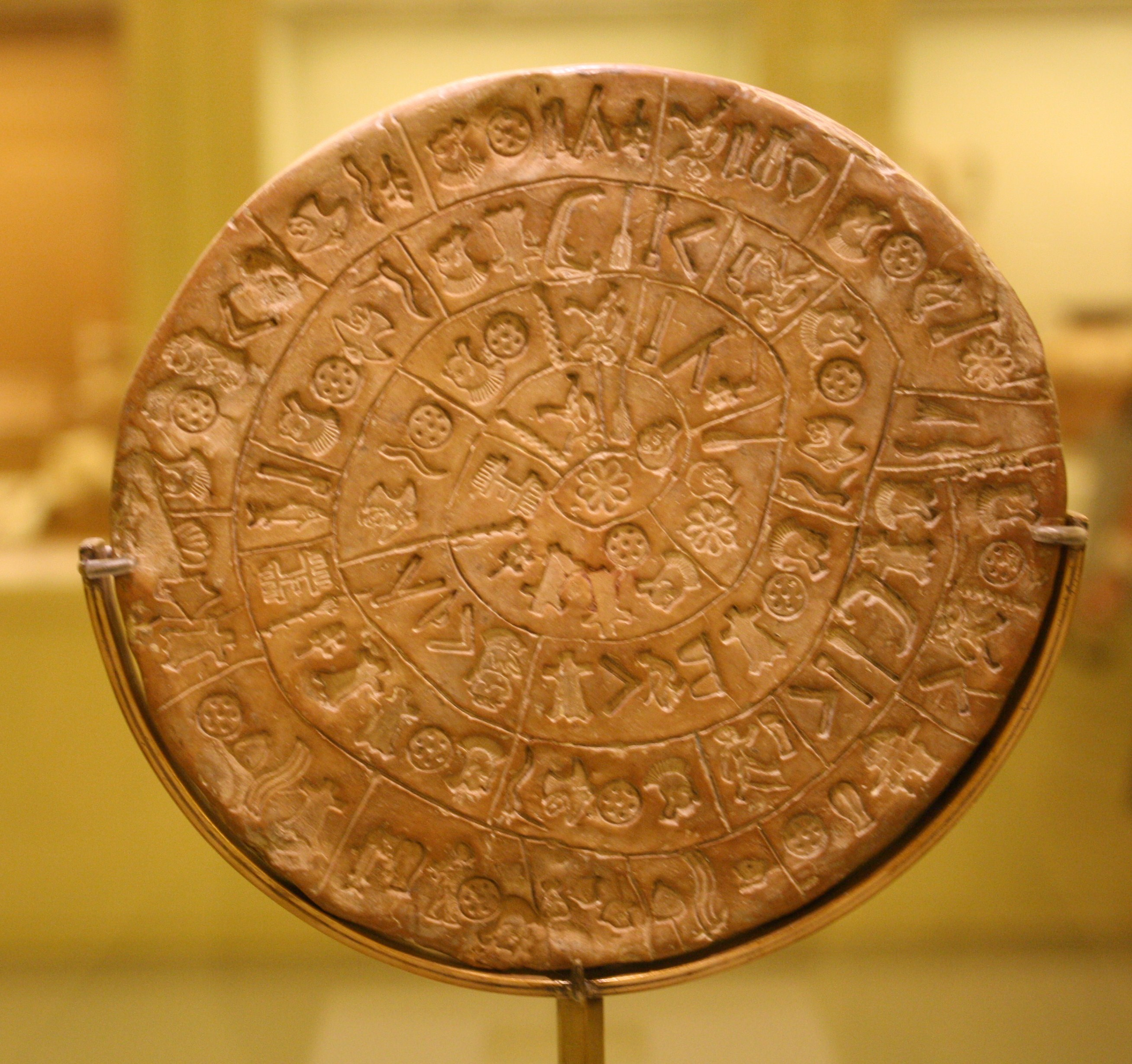
El disco de Festo (segundo milenio antes de Cristo) en el Museo Arqueológico de Heraclión.

- Museo Arqueológico de Heraclión (Archeologiko Moussio, Αρχαιολογικό μουσείο). Reconstruido tras el terremoto de 1951, el Museo Arqueológico de Heraclión alberga la mayor colección del mundo de objetos minoicos. Conserva gran parte de los frescos de Cnosos (una parte se encuentra en el Museo Arqueológico Nacional de Atenas). Alberga también todo tipo de objetos de Creta que datan desde el neolítico hasta la época romana.
- Museo de Historia Natural de Creta (Moussio fysikis istorias, Μουσείο φυσικής ιστορίας). Dedicado a la flora y fauna de Creta.
- Museo histórico de Creta (istoriko Moussio Kritis, Ιστορικό Μουσείο Κρήτης). Este museo histórico complementa al museo arqueológico. Alberga objetos de Creta de finales de la época romana al siglo XX, entre otros, la gran colección de iconos de la escuela cretense y dos obras atribuidas a El Greco.
- Cretaquarium (Ενυδρείο Κρήτης), un acuario, el primero más grande de Grecia.
- Museo de la batalla de Creta y la Resistencia nacional.
- Museo Nikos Kazantzakis. Dedicado a la vida y obra del escritor Nikos Kazantzakis
- Museo al aire libre Lychnostatis.
- Colección de Santa Catalina del Sinaí
- Museo de Artes Visuales de Creta

### Instituciones
- Instituto de Arqueología de Creta (Archaiologiko Institouto Kritis, Αρχαιολογικό ινστιτούτο Κρήτης)

### Deportes
El fútbol es un deporte popular en Heraclión. La ciudad es la sede de dos equipos que juegan en la super liga griega, el OFI Creta y el Ergotelis FC. El OFI juega sus partidos como local en el nuevo estadio Teodoro Vardinogiannis (también llamado "Gedi koule" en griego Γεντί Κουλέ), y el Ergotelis en el Estadio Pankritio, que también recibió algunos partidos de los Juegos Olímpicos de 2004.

## Personas destacadas

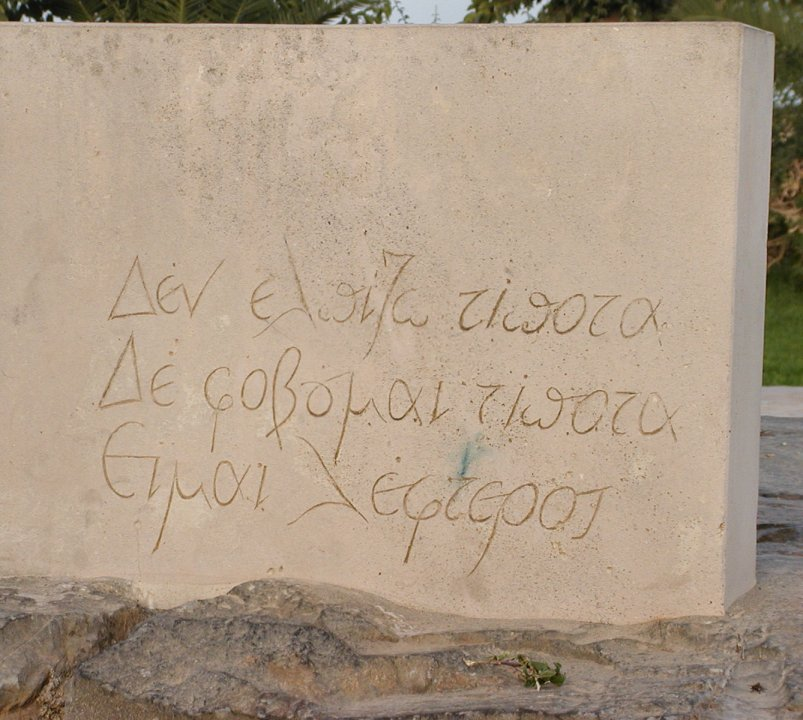
Epitafio de Nikos Kazantzakis en su tumba. «No temo nada, no espero nada, soy libre».

- Doménikos Theotokópoulos «el Greco», pintor.
- Teófanes de Creta, pintor griego del siglo XVI.
- Konstantinos Volanakis, pintor del siglo XIX.
- Alejandro V de Pisa, Antipapa de la Iglesia católica.
- Cirilo Lukaris, patriarca de la Iglesia ortodoxa.
- Pedro de Candía, aventurero griego naturalizado español, uno de los principales actores de la conquista del Perú.
- Vitsentzos Kornaros, poeta griego del siglo XVII.
- Minás Dimákis, poeta griego.
- Nikos Kazantzakis, escritor griego, autor de Zorba, el griego.
- Odysséas Elýtis, poeta griego, Premio Nobel de Literatura en 1979.
- Joseph Sifakis, científico de la computación ganador del Premio Turing de 2007.
- Georgios Samaras, futbolista griego, su equipo actual es el Real Zaragoza, internacional en más de 81 ocasiones con la selección griega
- Nikos Machlas, exfutbolista griego, único futbolista heleno en ganar la Bota de Oro europea.

## Ciudades hermanadas
Heraclión está actualmente hermanada con dos ciudades:
| Ciudad    | Región              | País     |
| --------- | ------------------- | -------- |
| Constanza | Dobruja             | Rumania  |
| Pernik    | Provincia de Pernik | Bulgaria |